# خزعل الكعبي
الشيخ خزعل بن جابر بن مرداو (18 أغسطس 1861 - 24 مايو 1936)؛ أمير عربستان الخامس ويلقب بأمير المحمرة، هو الابن الخامس للشيخ جابر بن مرداو أمير عربستان الثالث وأمه نورة بنت الشيخ طلال العلوان رئيس قبيلة الباوية، ولد في قرية كوت الزين في قضاء أبو الخصيب في جنوب البصرة، استلم الحكم بعد مقتل أخيه مزعل بن جابر الكعبي عام 1897، يعتبر من أهم المؤثرين في منطقة الخليج العربي أثناء حكمه. كان حاكم المحمرة والأحواز في عربستان خلال الفترة من 1897 إلى 1925 وآخر أمرائها، وقد قتل في عام 1936 في طهران بعد 11 سنة من أسره.

## نسبه
خزعل بن جابر بن مرداو بن علي بن كاسب من بني كعب بن عامر بن صعصعة من قبيلة هوازن القيسية المضرية العدنانية. وقد احتفظ بالقاب هي معز السلطنة، نصرة الملك ،سردار أقدس شيخ المحمرة.

## سنوات حكمة وشخصيته
يعد الشيخ خزعل الكعبي من الشخصيات العربية المثيرة للجدل في تاريخ العرب الحديث، إذ إنه لعب دورًا رئيسيًا في أحداث الخليج العربي في الربع الأول من القرن العشرين، وساهم مساهمة فعالة في أحداثه، واحتل مكانة مهمة بين أمراء الجزيرة العربية، وحرص أمين الريحاني في كتابه ملوك العرب – على أن يؤكد : «أنه أكبرهم – بعد الشريف حسين - سنًّا وأسبقهم إلى الشهرة وقرين أعظمهم إلى الكرم». وتأتي أهميته من أن إمارته شهدت أياما وأحداثا غاية في الأهمية، فقد شهد تفجر النفط وتبلور المصالح الأجنبية في منطقته، وشهد قيام الحرب العالمية الأولى، وعـدّ موقع إمارته الاستراتيجي خطيرا إبانها، كما شهد انهيار الحكم القاجاري في إيران وقيام الحكم البهلوي محله، ذلك الحكم الذي احتل الأحواز و أطاح بحكمه.

## علاقاته السياسية
لقد كان للشيخ خزعل عند علماء الدين مقام كبير وكان قصره لا يخلو من وفودهم وقد زاره مفتي فلسطين آنذاك الحاج أمين الحسيني في المحمّرة للحصول على هبة لترميم المسجد الأقصى، فأعطاه تسعة آلاف روبية، وقد عرف عن الشيخ خزعل علاقاته الوطيدة مع شيوخ العرب والمتنفذين من الشخصيات المجاورين لإمارته، كما أنه حسّن صلاته مع بلاد فارس «فكسب احترام وحب أكابر رجالها، ونال بذلك أعظم أوسمتها وألقابها»، كما وطد علاقاته مع بريطانيا، ولذا فإن فترة حكمه تمثل تغيرا جذريا في سياسة المحمّرة مع الموظفين الإنكليز في الخليج العربي، فقد زالت تلك المعارضة التي صرح بها أبوه وأخوه منذ فتح نهر كارون للملاحة النهرية ولقيت الشركة البريطانية (لنج) مساعدات قيمة من حكومته، وقد أخذت السفن البريطانية المارة في شط العرب أمام قصره تطلق له مدافع التحية.

## ظهور النفط
في سنة 1908 م تم العثور على النفط في مسجد سليمان – إحدى المدن الشرقية للأحواز الخاضعة تحت مشيخة المحمرة، لذا فقد فتح الإنكليز باب المفاوضات معه لإنشاء معمل لتكرير النفط في مدينة عبادان، إضافة لمد خط أنابيب طوله 130 ميلا بين الحقول ومرفأ النفط في عبادان، وبعد أربعة أيام من المفاوضات توصل الطرفان في السادس من مايو أيار سنة 1909 م إلى اتفاق يقضي بدفع إيجار إلى الشيخ خزعل لموقع معمل تكرير ومرور أنابيب النفط عبر أراضيه، إلى جانب تأييد استقلاله ضد ادعاء الحكومة المركزية، ووعد بمساعدة عسكرية إذا ما تعرض لأي اعتداء.

## ضمانات بريطانية
كان الشيخ خزعل الكعبي قد حصل من بريطانيا قبل الحرب العالمية الأولى على تأكيدات رسمية لاستقلاله تضمنتها رسالة أرسلها إليه السفير البريطاني في طهران آرثر هادنك في 7 كانون الأول 1902 م، وجاء في الرسالة: إننا نحمي مشيخة المحمرة من كل هجوم بحري تقوم به دولة أجنبية مهما كانت حجة التدخل الذي تدعيه، وأكد السفير ضمان توارث الحكم في أسرة الشيخ خزعل وسيادته على عربستان - الأحواز – والعمل على عدم إحداث أي تغيير في المنطقة مهما كانت الوسائل.
غير أن بريطانيا التي كانت تعد للإطاحة بالحكم القاجاري في بلاد فارس قد غلبت ظهر المجن لحليفها أمير مشيخة المحمرة الشيخ خزعل الكعبي عندما أوعزت إلى رجلها رئيس الوزراء ووزير الدفاع الإيراني رضا خان بهلوي (ملك إيران فيما بعد) لغزو مشيخة المحمرة واحتلالها والإطاحة بحكم الأمير خزعل وذلك في أواخر شهر تشرين الثاني / نوفمبر 1923 لتكون مقدمة احتلال وسيطرة تامة على زمام الأمور في جميع أنحاء الإِمارة العربية وتوطيدا لحدث النهاية وذلك في ليلة 19 على يوم 20 نيسان 1925 حيث تم أسر الأمير خزعل ونهاية استقلال إمارة المحمرة بضمها إلى إيران.

## العراق
حاول الشيخ خزعل المنافسة على عرش العراق وضم الأحواز إليه وقد أرسل رسالة بهذا الصدد إلى نوري السعيد وطلب منه مساعدته للظفر بعرش العراق، إلا أن البريطانيين نصّبوا الملك فيصل الأول ابن الشريف حسين أول ملك للمملكة العراقية عام 1339 للهجرة (1921 للميلاد) أي قبل أربع سنوات من نهاية الدولة الكعبية في الأحواز.

## الأسر والوفاة
أُسر الشيخ خزعل مع ابن عمه الشيخ موسى الذي كان حاكم عبادان آنذاك وابنه الشيخ عبد الحميد في عام 1925، وقد تخلّص الشيخ موسى من الأسر بعد ما رمى نفسه من اليخت.

## مقتله
قتل الشيخ خزعل في عام 1936 في داخل قصره في طهران، حيث كان محتجزا فيه، ودفن في طهران ولم تقبل الدولة الإيرانية تسليم جثمانه في وقتها حيث بقى مدفون في طهران لإحدى عشرة سنة، وفي عام 1947، نقل جثمان الأمير خزعل إلى العراق ودفن في النجف.

## الأوسمة
- نيشان أقدس الفارسي

## طالع أيضًا
- الدولة الكعبية
- الأحواز
- بنو كعب

## معرض صور

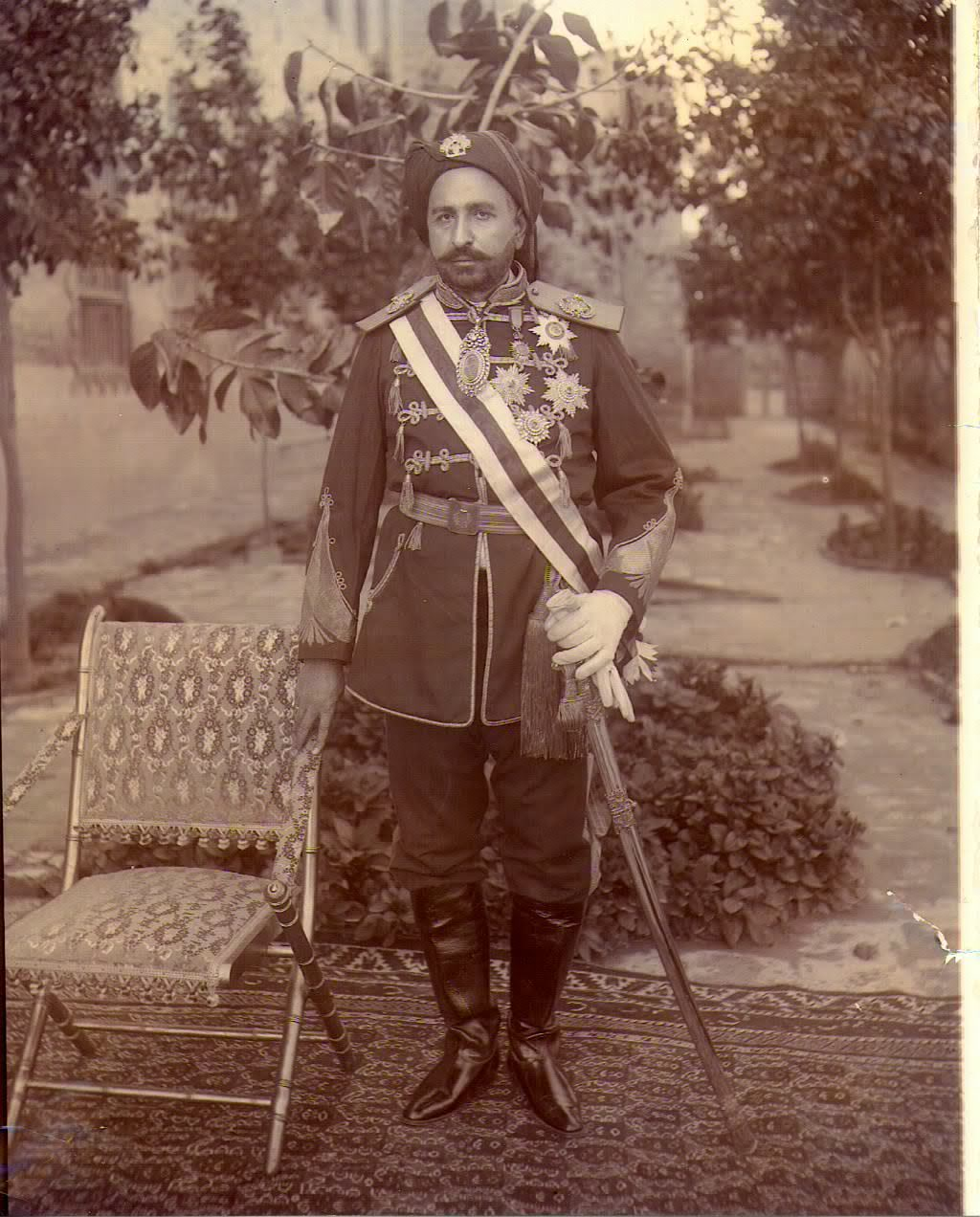
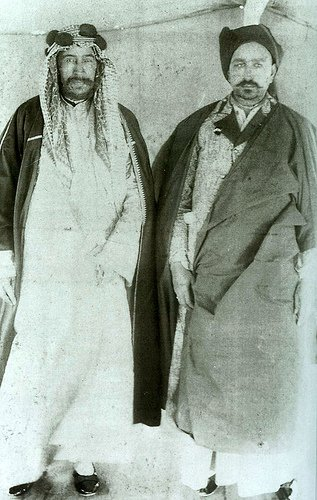
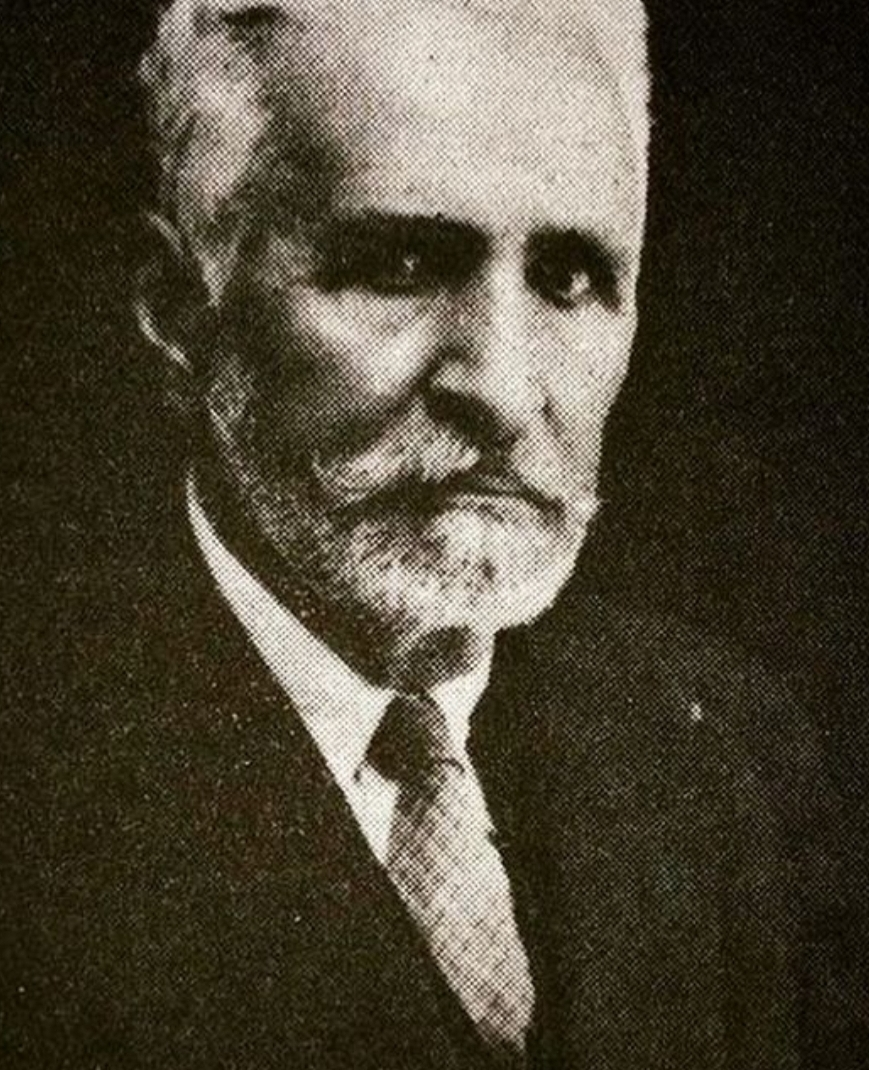
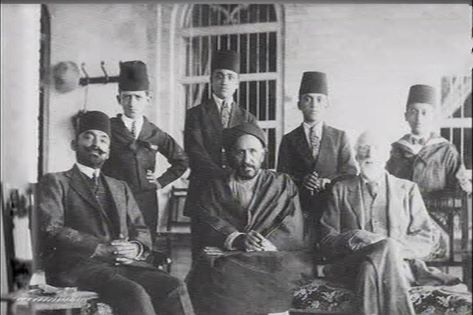
قصر الشیخ خزعل في الكويت الذي بناه بعد أن أهداه الشيخ مبارك الصباح قطعة أرض فضاء في منطقة دسمان
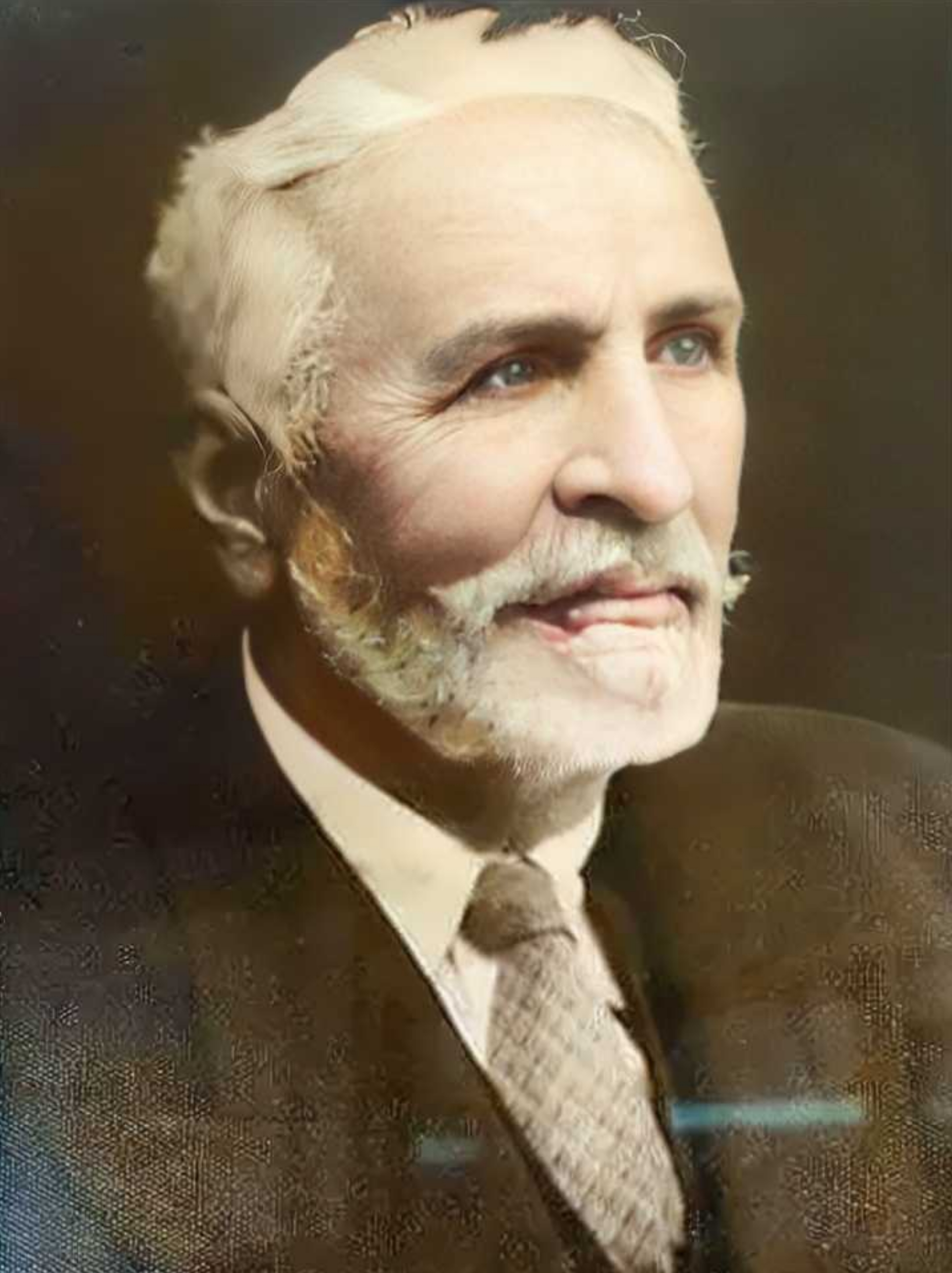
خزعل الكعبي قبل وفاته بستة أشهر